# 山下征志
山下 征志（やました せいじ、1982年5月11日 - ）は、日本の俳優。千葉県出身。早稲田大学商学部卒業。INFINIA And E COMPANY所属。

## 来歴
早稲田大学では、サッカーサークルである稲穂キッカーズ（一時、岡田武史監督も所属）に在籍。大学1年生の時に、サークル日本一に輝いた。また三浦知良選手の大ファンでもある。ポジションはDFだったが、本人はFWを希望していた。
また、バンドサークル早稲田大学公認「NewMusicClub」にも在籍。本人がラモス瑠偉選手の愛称から発案し、「カリオカ」というバンド名で活動していた。Mr.Childrenやナンバーガール、くるり、ミッシェルガンエレファントなどの曲をコピーしていた。
Mr.Childrenの大ファンである。中学校時代は札幌で過ごしていたが、「REGRESS OR PROGRESS」ツアーを4日間連続で見に行った。2011年の『R-1ぐらんぷり』には「キッチン亭せいじ」の名前でミスチル漫談を披露し3回戦まで進出した。
大学卒業後は、吉本興業に入社。お笑いが好きで、友人や先輩の間では常に笑いを意識した行動を取っていた。
番組制作の部署に配属され、『リンカーン』（TBS）や『あらびき団』（TBS）、『浜田警察24時』（読売テレビ）、『笑いの万博』などを担当。
その後、2011年に自己退職をし、俳優の道を志す。円演劇研究所に入所。2年間、俳優としての修行を積んだ。しばらくは、フリーで活動していた。
現在はインフィニア株式会社に所属。

## エピソード
- 小学校時代は千葉、横浜、札幌と転校を重ねた。横浜の小学校ではリーダー的な存在で、よくクラスを賑やかせていた。
- 小学生の時、『スーパーマリオスタジアム』（テレビ東京）に出演したことがあるが、1問目で敗退した。
- 浪人時代は、勉強に集中するため、友達をあえて作らないようにしていた。
- 大学時代、よく通っていた居酒屋は高田馬場にある「わっしょい」である。飲んでいたピッチャーで眉間を強打し、救急車に運ばれたことがある。
- サラリーマン時代は、番組の定例会議で、母親から送られてきたオンエアー後の感想を会議内で発表していた。
- 東武百貨店のデパ地下でアルバイトをしていたことがある。

## 出演

### テレビ
- WOWOW連続ドラマ「荒地の恋」(2016年、渡邊孝好監督)
- 「ラブホの上野さん」(2017年、第5話)-桜井役
- 「民衆の敵」(2017年、第6話)
- 「コンフィデンスマンJP」(2018年、第4話)
- 「天国と地獄〜サイコな2人〜」(2021年、レギュラー出演)-刑事役

### バラエティ
- 「爆報! THE フライデー」(2020年)-枝野幸男役

### 映画
- 「東京家族」(2013年、山田洋次監督)

### CM
- 牛角(WEB CM)
- アディーレ法律事務所(TV CM)
- 沢井製薬(WEB CM)-「親子をつなぐ問診票」

### 舞台
- 「ORANGE」(2013年)- 本多劇場
- 「旅のしおり2013」(2013年、ブルドッキングヘッドロックvol.24)-中野ザ・ポケット
- 「ORANGE」(2015年)-サンシャイン劇場、他8カ所
- 「幸せを運ぶ男たち」(2015年、アナログスイッチ)-小劇場楽園
- 「硬派探偵」(2016年、神保町花月×ヨーロッパ企画特別公演)-神保町花月
- 山下征志一人芝居「ひかり」(2016年)-早稲田小劇場どらま館
- 「鉄コン筋クリート」(2018年)-天王洲銀河劇場、安達役
- コント集団カジャラ＃4「怪獣たちの宴」(2019年)-世田谷パブリックシアター、他全国10カ所39公演、クロコ役

### ナレーション
- DVD「サンドウィッチマンライブツアー2014 」-CMナレーション

### 配信
- YouTubeチャンネル「山下征志のユーチュー坊！万才」
- 17 Live「山下征志」
- ショート・プログラム「途中下車」（2022年3月1日配信予定、Amazon Prime Video） [1]

## その他
- 「R-1ぐらんぷり2011」-3回戦進出
- WEBグルメ小説「救い飯」 (2017年)-ファイブグループ公式メディア